# Tubanan (Kembang)
Tubanan is een bestuurslaag in het regentschap Japara van de provincie Midden-Java, Indonesië. Tubanan telt 10.175 inwoners (volkstelling 2010).